# Maslama al-Majriti
Maslama al-Majriti, född 957, död 1007, var en spansk-morisk akademiker, astronom och matematiker aktiv i det arabiska (moriska) Spanien vid 1000-talets början.  